# Curarén
Curarén è un comune dell'Honduras facente parte del dipartimento di Francisco Morazán.
Nella suddivisione amministrativa del 1889 era un comune facente parte del distretto di Reitoca.